# Черното езеро
Черното езеро, също известно под имената Карагьол, Черни гьол и Янтарното езеро е езеро, намиращо се в централната част на Рила, западно от Смрадливите езера, на един от притоците на Рилска река. Площта му е ок. 4,8 – 6,25 ха. Оттича се към Рилска река. Езерото е едно от най-трудно достъпните в Рила. Намира се във висящ циркус, заграден от изток от хребета делящ го от циркуса на Смрадливото езеро. Този хребет се спуска на север от връх Рилец и след върховата му точка има превал с маркировка от каменни пирамиди по които се слиза на Смрадливото езеро. Хребетът продължва на север след премката и завършва със стръмен клеков склон, но преди това отделя на запад било което загражда Черното езеро от юг и запад и го отделя от Дяволския циркус. По това било може да се направи обиколка на циркуса на Черното езеро и да се слезе в него. От потока оттичащ езерото може да се търси старата пътека за Смрадливото езеро, но поради рядкото минаване на хора, тази пътека е силно обрасла с клек.